# Panoplax mundata
Panoplax mundata is een krabbensoort uit de familie van de Panopeidae. De wetenschappelijke naam van de soort is voor het eerst geldig gepubliceerd in 1935 door Glassell.